# Renascença (Paraná)
Renascença es un municipio brasileño del estado de Paraná. Se localiza a una latitud 26º09'29" sur y a una longitud 52º58'08" oeste, estando a una altitud de 688 metros. Su población estimada en 2004 era de 6.658 habitantes.
Posee un área de 446,11 km².